# 阿朗 (德龙省)
阿朗（法語：Allan，法語發音：[alɑ̃]）是法国德龙省的一个市镇，属于尼永斯区。

## 地理
阿朗（44°29'57"N, 4°47'13"E）面积28.81 平方千米，位于法国奥弗涅-罗讷-阿尔卑斯大区德龙省，该省份为法国东南部内陆省份，北起顺时针与伊泽尔省、上阿尔卑斯省、上普罗旺斯阿尔卑斯省、沃克吕兹省和阿尔代什省接壤。
与阿朗接壤的市镇（或旧市镇、城区）包括：蒙特利馬爾、罗讷新堡、埃斯珀吕什、马拉塔韦尔讷、蒙茹瓦耶、雷欧维尔、鲁萨。

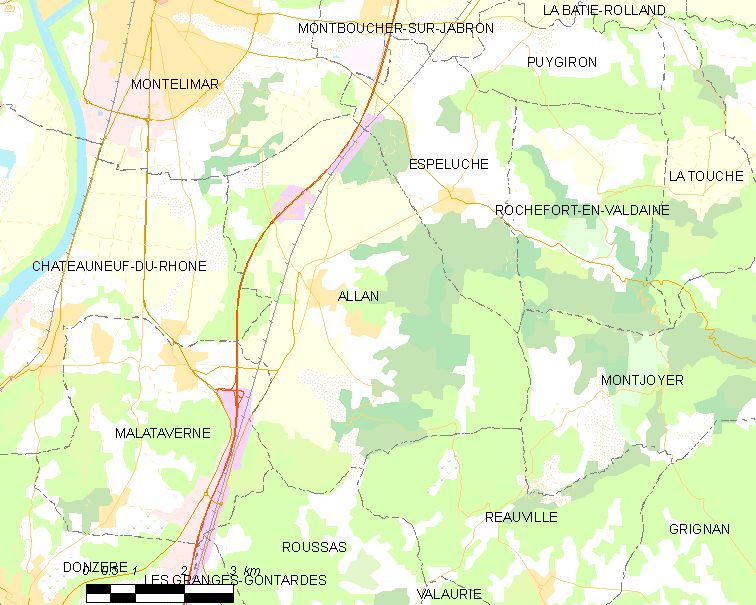
的OSM定位图

阿朗的时区为UTC+01:00、UTC+02:00（夏令时）。

## 行政
阿朗的邮政编码为26780，INSEE市镇编码为26005。

## 政治
阿朗所属的省级选区为蒙特利马尔第二县。

## 人口

1962-2008年间人口变化图示

阿朗于2022年1月1日时的人口数量为1927人。